# Orxeta
Orxeta (spanisch Orcheta) ist eine Gemeinde im Südosten von Spanien in der Provinz Alicante in der Valencianischen Gemeinschaft. 2024 hatte die Gemeinde 879 Einwohner.

## Geografie
Die Gemeinde grenzt an die Gemeinden Aigües, El Campello, Finestrat, Relleu, Sella, La Vila Joiosa.

## Geschichte
Nach der Eroberung des Ortes durch Jakob I. von Aragón wurde die islamische Gemeinde, die das älteste städtische Zentrum gegründet hatte, unterworfen, und ihre Ländereien und Gehöfte wurden anschließend vom Santiagoorden verwaltet.

## Demografie
| 1842 | 1900 | 1930 | 1950 | 1970 | 1981 | 1991 | 2001 | 2011 |
| ---- | ---- | ---- | ---- | ---- | ---- | ---- | ---- | ---- |
| 876  | 884  | 852  | 720  | 480  | 438  | 516  | 528  | 875  |

## Wirtschaft
Die Wirtschaft des Landes basiert traditionell auf der Landwirtschaft. Seit dem Ende des 19. Jahrhunderts haben Zitrusfrüchte die anderen Kulturen verdrängt, mit einer beachtlichen Anzahl von Orangen- und Zitronenbäumen. Der Tourismussektor wird aufgrund der Nähe zu touristischen Gebieten wie Benidorm und Altea entwickelt; zu diesem Zweck wird ein allgemeiner Plan zur Förderung des Tourismus entwickelt.